# Azoturo di sodio
L'azoturo di sodio (il nome azide è improprio, in quanto è semplicemente il termine inglese per "azoturo") è il sale di sodio dell'acido azotidrico.
A temperatura ambiente si presenta come un solido bianco inodore. È un composto molto tossico, pericoloso per l'ambiente. Si decompone in sodio metallico e azoto molecolare (Na e N2) se scaldato sopra i 300 °C.

## Sintesi
Il metodo comune di preparazione parte dall'ammoniaca (NH3) ed avviene in due stadi.
Nel primo passaggio l'ammoniaca reagisce con sodio a dare ammoniuro di sodio:
{\displaystyle {\ce {2 Na + 2 NH3 -> 2 NaNH2 + H2}}}
L'ammoniuro di sodio è poi fatto reagire con ossido di diazoto.
{\displaystyle {\ce {2 NaNH2 + N2O -> NaN3 + NaOH + NH3}}}
Alternativamente il sale può essere ottenuto per reazione di nitrato di sodio (NaNO3) con ammoniuro sodico.

## Applicazioni
L'uso più importante è nel funzionamento dell'airbag: quando l'automobile subisce un impatto viene prodotta una scarica elettrica che scalda NaN3, liberando azoto (N2) che riempie istantaneamente l'airbag; il sodio (Na) liberato è estremamente reattivo ma viene immediatamente convertito in silicati alcalini inerti per reazione con KNO3 (nitrato di potassio) e SiO2 (silice).
È usato anche per preparare alcuni terreni selettivi di coltura: se la sua concentrazione è bassa inibisce la crescita dei batteri Gram-; se invece è alta vengono inibiti anche i Gram+.

## Tossicità
L'azoturo di sodio è molto tossico. Anche l'ingestione di pochi milligrammi può provocare la morte. È tossico anche per l'ambiente essendo in grado di uccidere i batteri del suolo, le piante e i semi, e la sua pericolosità è accentuata dall'alta solubilità in acqua che ne può veicolare la diffusione.